# Leif Erik Andersen
Leif Erik Andersen (Fredrikstad, 19 aprile 1971) è un ex calciatore norvegese, di ruolo difensore.

## Carriera

### Club
Andersen cominciò la carriera con la maglia del Råde, per poi passare al Kongsvinger. Nel 1993 si trasferì al Moss e nel 1995 agli inglesi del Crystal Palace. Tornò al Moss dopo due stagioni, debuttando nella Tippeligaen il 13 aprile 1998, quando fu titolare nel successo per 0-1 sul campo del Brann.
Giocò poi per un biennio nel Sarpsborg, prima di passare al Rygge e allo Østsiden.